# میشل ایسکیا
میشل ایسکیا (انگلیسی: Michele Ischia؛ زادهٔ ۵ مارس ۱۹۷۸) بازیکن فوتبال اهل ایتالیا است.
از باشگاه‌هایی که در آن بازی کرده‌است می‌توان به باشگاه فوتبال فروزینونه اشاره کرد.